# Maelbrigte MacRory
Maelbrigte MacRory (gaélique : Maelbrigte mac Ruaidrí) était un mormaer (chef de clan) de Moray en Écosse mort avant 1014, époque à laquelle son jeune frère Findláech MacRory lui succède dans cette charge.
Maelbrigte MacRory était le fils aîné de Ruairaidh mac Domnall, mormaer de Moray de la famille du Cenel Loairn vers 950.
Maelbrigte a eu deux fils, Malcolm et Gillacomgain, qui en 1020 seront impliqués dans l'assassinat de leur oncle Findláech MacRory — le frère de Maelbrigte — auquel ils succèderont dans la charge de mormaer de Moray, Malcolm de 1020 à 1029 et Gillacomgain de 1029 à 1032.

## Sources
- (en) Alex Woolf  « The "Moray Question" and the Kingship of Alba in the Tenth and Eleventh Centuries » The Scottish Historical Review  Volume LXXIX 2 no 208 october 2000 p. 145-164.